# Emolumenten
Emolumenten zijn in Nederland beloningen voor werk die buiten het normale salaris vallen. Zowel bij een ambtelijke functie als bij een andere werkkring kunnen emolumenten horen. Zij kunnen op regelmatige basis worden verstrekt, maar kunnen ook incidenteel zijn. Niet alleen extra betalingen behoren tot de emolumenten; ze kunnen ook de vorm aannemen van verstrekkingen in natura.
Emolument stamt van het Latijn: emolumentum "voordeel, gewin". In België spreekt men van extralegale voordelen.
In Nederland worden emolumenten in het algemeen als loon aangemerkt. Of ze nu in geld of in natura plaatsvinden, ze zijn medebepalend voor de premie sociale verzekering en voor de loonbelasting. De coördinatiewet sociale verzekering (CSV) van 24 december 1953 (in werking getreden op 1 januari 1954) en haar uitvoeringsbesluiten gaven tot 31 december 2005 uitvoerige regelingen. Deze wet is per 1 januari 2006 komen te vervallen; sindsdien geldt de Wet financiering sociale verzekeringen.

## Voorbeelden
- Ambtswoning
- Gratis of zeer goedkope maaltijden
- Gratis of goedkoper reizen voor het hele gezin (voor personeel van spoorwegen of luchtvaartbedrijf)
- Uniform (waardoor men veel minder eigen kleding verslijt)
- Mobiele telefoon waarmee ook privé gebeld mag worden
- Incidenteel extra gewerkte uren (boven contracturen)
- Personeelskorting bij aankopen binnen het bedrijf waar men werkzaam is
- Laptop
- Tankpas (in Nederland), tankkaart (in Vlaanderen)
- Bedrijfswagen waarmee ook privé gereisd mag worden
- Verzekeringen zoals groepsverzekering, hospitalisatieverzekering, ambulante verzekering, omniumverzekering of levensverzekering
- Cheques zoals maaltijdcheques, ecocheques of dienstencheques
- Verdere faciliteiten ten voordele van de werknemer